# Sinfonia in Re minore (Bruckner)
La Sinfonia in Re minore ("n. 0 ", WAB 100) è un'opera sinfonica in quattro movimenti del compositore austriaco Anton Bruckner.

## Storia
L'opera, forse più nota ai musicologi che agli appassionati, fu catalogata come n. 0 per volontà dello stesso Bruckner.
Il compositore pare avesse dimenticato questo lavoro, riscoprendolo per pura coincidenza in un pacco polveroso di vecchia musica durante le fasi di trasloco e imballaggio al Castello del Belvedere nel 1865. Probabilmente in queste circostanze Bruckner catalogò la sinfonia come "0" per indicare solo un tentativo e non un lavoro del tutto compiuto al quale non poteva più dedicarsi essendo assorto nella composizione della Nona Sinfonia. Dunque Bruckner etichettandola "0" voleva annullare la Sinfonia perché non doveva essere presa in considerazione.
L'anno della sua composizione è ancora incerto e oggetto di dibattito. Max Auer e Werner Wolff Gleser ritengono sia il 1863, mentre Josef V. Woess, il suo primo editore, riteneva fosse il 1869. Se fosse vero l'ultimo caso, allora la Sinfonia sarebbe stata composta dopo la Prima in Do minore. Tuttavia un'analisi della partitura della n. 0, attesta, almeno in parte, una qualità minore e un livello inferiore. Il lavoro è stato presentato per la prima volta a Klosterneuburg vicino a Vienna, nel 1924.

## Composizione
Pur essendo un lavoro più interessante dal punto di vista storico che musicale, la sinfonia già contiene embrioni dell'espressività e dell'armonia tipica di Bruckner. Il genio e il suo potenziale è già evidente ma in minor proporzione. L'inizio infatti è sorprendente e peculiare per chiunque abbia familiarità con la musica del compositore. Un Basso ostinato è l'impalcatura dove i violini costruiscono una figura di carattere introduttivo. Come avviene in altre sinfonie di Bruckner, sembra una controparte di un tema. Ma il tema principale non appare mai, pur essendo improbabile in una sua sinfonia che ciò avvenga. Queste caratteristiche mostrano come l'opera non manca di originalità e come si fonda buona parte sull'improvvisazione. Un'ulteriore caratteristica Bruckneriana sono le estese cadenze che interrompono il movimento, riscontrabili anche nelle successive sue sinfonie.
Il secondo tema per il ritmo sincopato è abbastanza raro nelle creazioni di Bruckner. C'è anche un tema subordinato al secondo ma non così rilevante come lo sarà nei lavori sinfonici successivi.
L'Andante è alquanto classico caratterizzato per concisione e delicatezza e dall'abbandono alla melodia da parte dei violini.
Lo Scherzo invece è pieno della forza e del rigore tipico di Bruckner, dove si concede un piccolo sviluppo.
Il Finale comincia con Moderato ovvero non il tempo principale, come avviene nella Quinta Sinfonia. I salti a estesi intervalli sono un'altra caratteristica tipica del compositore. La sinfonia si conclude con una progressione armonica, dove Bruckner attraverso una decima diminuita presa dagli accordi della Sesta Napoletana crea un finale vigoroso.